# Brockworth
Brockworth est un village anglais situé dans le comté du Gloucestershire.
Il est situé sur l'ancienne voie romaine qui connecte les villes de Gloucester, Barnwood, Hucclecote et Cirencester. Durant les 150 dernières années Brockworth a été connu localement pour sa fameuse course au fromage annuelle (Cooper's Hill Cheese-Rolling and Wake). Pendant la Seconde Guerre mondiale la compagnie Gloster y produisait les fameux Hurricane fighter.